# 2008년 짐바브웨 대통령 선거
2008년 짐바브웨 대통령 선거는 2008년 3월 29일(1차투표)과 6월 27일(결선 투표)에 걸쳐 실시되었다.

## 1차 투표 결과
이 선거에는 짐바브웨 아프리카 민족 연맹 - 애국 전선(여당)의 로버트 무가베 대통령과 민주변화운동 - 창기라이의 모건 창기라이, 무소속의 심바 마코니, 랭턴 토운가나 후보가 참여하였다.
| 이름          | 정당                                    | 득표율 | 비고           |
| ------------- | --------------------------------------- | ------ | -------------- |
| 로버트 무가베 | 짐바브웨 아프리카 민족 연맹 - 애국 전선 | 43.2%  | 결선 투표 진출 |
| 모건 창기라이 | 민주변화운동 - 창기라이                 | 47.9%  | 결선 투표 진출 |
| 심바 마코니   | 무소속                                  | 8.3%   |                |
| 랭턴 토운가나 | 무소속                                  | 0.6%   |                |

## 결선 투표 결과
이 선거에는 1차 투표에서 높은 득표율을 얻은 짐바브웨 아프리카 민족 연맹 - 애국 전선(여당)의 로버트 무가베 대통령과 민주변화운동의 모건 창기라이 후보가 참여하였다. (창기라이 후보는 결선 투표가 진행되기 전 사퇴했는데, 무가베 대통령은 이를 인정하지 않고 결선 투표를 진행시켰다.)
| 이름          | 정당                                    | 득표율 | 비고 |
| ------------- | --------------------------------------- | ------ | ---- |
| 로버트 무가베 | 짐바브웨 아프리카 민족 연맹 - 애국 전선 | 85.5%  | 당선 |
| 모건 창기라이 | 민주변화운동 - 창기라이                 | 9.3%   |      |

## 결선 투표 선거 결과를 둘러싼 논란
결선 투표를 앞두고 창기라이 후보 측 선거원들에 대한 폭행과 살해, 일부 지방에서의 소요 상태, 공권력의 강경 진압 등으로 인해 짐바브웨 정국은 혼란에 빠졌다. 이러한 가운데 6월 22일, 창기라이 후보는 후보직을 사퇴하였다. 그 이유를 외신에서는 로버트 무가베 대통령의 무자비한 탄압에 의해 포기했다고 보도했다. 창기라이 후보는 5차례나 구금됐다가 풀려났고 네덜란드 대사관에 피신했으며, 텐다이 비티 민주변화운동 사무총장은 국가반역죄로 체포됐다. 민주변화운동에서 발표한 내용에 따르면 군경의 폭력으로 86명이 사망하고 20만명 이상이 집에서 쫓겨나 부랑민으로 전락하였다고 발표했고, 외신 역시 3주간의 선거 운동기간에 적어도 80명 이상이 숨지고 2천여 명이 다친 것으로 보도하였다. 영국 일간 가디언의 18일자 보도에 따르면 짐바브웨 전역에는 ‘투표 공포’가 번졌며, 군인들이 “투표는 곧 총알”이라며 무가베를 찍든지, 아니면 투표를 포기하라고 종용하고 있었다는 것이다. 영국 일간지인 인디펜던트도 앞서 휴먼라이트워치의 보고서를 인용, 정부가 경찰과 군인을 동원한 ‘고문 캠프’를 차려 야당 지지자들을 고문하고 협박한 사실이 드러났다고 보도했다. 또한 짐바브웨 대통령 선거가 부정선거로 얼룩졌다는 것을 실제로 입증한 보도 역시 등장했다. 이러한 상황에서 6월 29일, 무가베 대통령은 승리 선언 직후 취임하는 행태를 보였다. 국제적인 비난이 끊이지 않자 7월 2일 무가베 대통령은 자신의 권력도 지키고 국제적인 비난 역시 피하기 위해 '연립정부'를 구성하려 하고 있는 것으로 보였으나 국제적인 비난은 더욱 고조되었다. 또한 미국과 프랑스, 유럽연합은 이번 선거 결과를 인정하지 않는다고 발표했다.

### 짐바브웨 선거관리위원회의 행태에 관한 논란
또한 이번 선거에서 짐바브웨 선거관리위원회는, 1차 선거 때 2달 이상 선거 결과 발표를 질질 끌었던 것과 달리, 투표 즉시 발표함으로써 스스로 추태를 드러내 보였다.

### 짐바브웨 제재에 관한 논란
짐바브웨 정부에 대한 비난이 계속되던 7월 3일, 미국은 유엔 안전보장이사회에 제재 결의안을 제출했다. 이에 대해 짐바브웨 정부 측에서는 유엔 안전보장이사회가 논의하고 있는 제재 조치가 실행에 옮겨질 경우 짐바브웨가 내란에 휘말리게 될 것이라고 경고하기도 했다. 그러나 7월 11일 소집된 회의에서 이 제재 안건은 9개국이 찬성 의사를 밝혔지만 러시아와 중국, 남아프리카공화국의 반대에 부딪혀 부결되었다. 즉, 9국가 이상의 찬성이라는 요건은 충족하였으나 거부권을 가진 상임이사국인 러시아와 중국의 반대표로 인해 부결이란 결과가 나오게 되었던 것이다. 이 결의안 채택이 좌초된 것에 대해 짐바브웨 정부 측에서는 "인종차별 정책과 지나친 정치적 간섭에 대한 승리"라며 환영의 뜻을 표했다.

## 권력 분점 협상
7월 24일, 짐바브웨의 짐바브웨 아프리카 민족 연맹 - 애국 전선(여당)와 민주변화운동 - 창기라이(야당)간의 권력 분점 협상이 타보 음베키 남아프리카 공화국 대통령의 중재하에 시작되었다. 이후, 이 협상이 난항을 겪고 있으며 정부 측 협상단이 곧 돌아갈 것이라는 보도가 있었다. 이에 협상의 중재자인 타보 음베키 대통령은 협상이 난항을 겪고 있다는 사실을 인정했으나 협상 실패는 부인하였다. 그렇지만 그 후 사실상 결렬되었던 협상은 8월 3일 다시 시작되었다. 권력 분점 협상에서 양측은 '무가베는 형식적인 국가원수로 남고, 모건 창기라이는 총리를 맡는 방안'으로 합의한 것으로 보였다. 그러나 8월 11일, 로버트 무가베 대통령은 권력 분점 협상에서 양측이 아직 합의점에 도달하지 못했다고 밝혔다.